# 전설 (몸)
전설(前舌) 또는 앞혀란 설첨과 설단을 제외한 혀의 나머지 부분을 삼등분했을 때 가장 앞부분을 가리키는 말이다. 모음을 분류하는 기준 중 하나이며, 전설을 사용하여 조음하는 모음을 전설모음이라고 한다.